# Перухи
Перухи (пол. Pieruchy) — село в Польщі, у гміні Чермін Плешевського повіту Великопольського воєводства.
Населення — 265 осіб (2011).
У 1975-1998 роках село належало до Каліського воєводства.

## Демографія
Демографічна структура станом на 31 березня 2011 року:
|          | Загалом | Допрацездатний вік | Працездатний вік | Постпрацездатний вік |
| -------- | ------- | ------------------ | ---------------- | -------------------- |
| Чоловіки | 135     | 32                 | 90               | 13                   |
| Жінки    | 130     | 25                 | 73               | 32                   |
| Разом    | 265     | 57                 | 163              | 45                   |